# کنگره ترویج ایمان
کنگره ترویج ایمان جماعتی وابسته به کلیساها در رم باستان بودند که جزو مبلغین فعالیت‌های کلیسا بودند. آنها در حضور حضار، در کلیسا برای مردم به تبلیغ آیین خود و اشاعه دین می‌پرداختند.
اصطلاح مدرن «تبلیغ» مشتق و بر گرفته از نام جماعت و رسالت آن در آن زمان است؛ این کلمه که به یک کلمه منفی تبدیل شده بود بعد از جنگ جهانی اول در سال ۱۹۱۸ و پس از استفاده در کمپین‌های تبلیغاتی ناسیونالیستی مرسوم و به کار برده شد.